# Czorna (obwód odeski)
Czorna (ukr. Чорна) – wieś na Ukrainie, w obwodzie odeskim, w rejonie podolskim, w hromadzie Okny, nad Trostianciem. W 2001 roku liczyła 2157 mieszkańców.